# Ferdinando Rossi
Ferdinando Rossi (Avenza, 10 gennaio 1952) è un allenatore di calcio ed ex calciatore italiano, di ruolo attaccante.

## Carriera

### Giocatore

#### Club
Dopo gli esordi nell'Oratorio Don Bosco, crebbe nel vivaio del Torino, con cui esordì in prima squadra nella stagione 1970-1971, giocando la partita di Coppa Mitropa contro l'MTK Budapest del 10 dicembre 1970. Nella stagione successiva debuttò in Serie A il 31 ottobre 1971, realizzando il gol decisivo nel successo interno contro il Cagliari; collezionò anche un'altra presenza contro l'Inter, 3 presenze in Coppa delle Coppe e una in Coppa Italia.
Nel 1972 venne ceduto in prestito al Piacenza, in Serie C, per fare esperienza. L'allenatore Giancarlo Cella lo schierò come titolare nel ruolo di ala destra, e Rossi disputò 34 partite con 6 reti, secondo miglior marcatore della squadra. Rientrato al Torino, venne girato nuovamente in prestito, questa volta in Serie B, alla Ternana con cui disputa 17 partite segnando 3 reti. Nel 1974 ritornò definitivamente al Torino, ma non trovò spazio (6 presenze in campionato), e a fine stagione venne ceduto in B all'Avellino, squadra in cui disputò un campionato da titolare.
Nel 1976 scese in Serie C, acquistato dal Parma: vi rimase per due stagioni, mancando l'obiettivo della promozione nella serie cadetta; successivamente giocò con Savona, Viareggio, Alessandria e Albese; coi grigi ottenne una promozione in Serie C1 nella stagione 1980-1981.

#### Nazionale
Conta una presenza nella nazionale Under-21 italiana, nella gara disputata a Bergamo il 10 novembre 1971 contro i pari età della Francia.

### Allenatore
Dopo gli esordi tra i dilettanti, sedette su diverse panchine di Serie C2 e C1, e su quella del Nissa, nel CND; nel marzo 2000 fu chiamato sulla panchina del Pontedera, con cui retrocesse dopo i playout. Nella stagione successiva subentrò a Guido Attardi sulla panchina del Latina, venendo esonerato in gennaio, e in seguito allenò Castel di Sangro e Aglianese, entrambe in C2.

## Palmarès

### Giocatore

#### Club
- Coppa Italia: 1

Torino: 1970-1971